# Hipposideros cineraceus
Hipposideros cineraceus is een vleermuis uit het geslacht Hipposideros die voorkomt van Pakistan en India tot Sumatra en Borneo en waarschijnlijk Luzon in de Filipijnen. De Filipijnse vorm, H. c. wrighti Taylor, 1934, wordt soms tot H. ater gerekend, maar lijkt in feite meer op H. cineraceus en wordt daarom nu tot die soort gerekend. Het is een kleine soort (gewicht 3,7 tot 4,9 gram), die sterk op H. pomona lijkt, maar kleiner is en kortere oren heeft.
In onderstaande tabel zijn maten van H. cineraceus uit verschillende gebieden opgenomen:
| Maat                | Pakistan, India, Myanmar | Vietnam   | Thailand, Malakka | Borneo    | Luzon |
| ------------------- | ------------------------ | --------- | ----------------- | --------- | ----- |
| Kop-romplengte (mm) | -                        | 41-47     | -                 | -         | -     |
| Staartlengte (mm)   | -                        | 23,0-28,2 | -                 | -         | -     |
| Voorarmlengte (mm)  | 32,3-36,1                | 33,1-35,5 | 34,4-38,9         | 34,0-39,6 | 39    |
| Oorlengte (mm)      | -                        | 15,4-17,4 | -                 | -         | -     |
| Schedellengte (mm)  | 12,6-13,7                | -         | 12,8-13,4         | 13,2-13,9 | 13,3  |
| Gewicht (g)         | -                        | 3,7-4,9   | -                 | -         | -     |

Hipposideros abae · Himalayarondbladneus (Hipposideros armiger) · Hipposideros ater · Hipposideros beatus · Hipposideros bicolor · Hipposideros boeadii · Hipposideros breviceps · Gewone rondbladneus (Hipposideros caffer) · Hipposideros calcaratus · Hipposideros camerunensis · Hipposideros cervinus · Hipposideros cineraceus · Reuzenrondbladneus (Hipposideros commersoni) · Hipposideros coronatus · Hipposideros corynophyllus · Hipposideros coxi · Hipposideros crumeniferus · Hipposideros curtus · Hipposideros cyclops · Hipposideros demissus · Hipposideros diadema · Hipposideros dinops · Hipposideros doriae · Hipposideros durgadasi · Hipposideros dyacorum · Hipposideros edwardshilli · Hipposideros fuliginosus · Hipposideros fulvus · Hipposideros galeritus · Hipposideros gigas · Hipposideros grandis · Hipposideros halophyllus · Hipposideros hypophyllus · Hipposideros inexpectatus · Hipposideros inornatus · Jonesrondbladneus (Hipposideros jonesi) · Hipposideros khaokhouayensis · Hipposideros khasiana · Hipposideros lamottei · Hipposideros lankadiva · Hipposideros larvatus · Hipposideros lekaguli · Hipposideros lylei · Hipposideros macrobullatus · Hipposideros madurae · Hipposideros maggietaylorae · Hipposideros marisae · Hipposideros megalotis · Hipposideros muscinus · Maleise rondbladvleermuis (Hipposideros nequam) · Hipposideros obscurus · Hipposideros orbiculus · Hipposideros papua · Hipposideros pelingensis · Hipposideros pomona · Hipposideros pratti · Hipposideros pygmaeus · Hipposideros ridleyi · Hipposideros rotalis · Hipposideros ruber · Hipposideros scutinares · Hipposideros semoni · Hipposideros sorenseni · Schneiders rondbladneus (Hipposideros speoris) · Hipposideros stenotis · Hipposideros sumbae · Hipposideros thomensis · Hipposideros turpis · Hipposideros vittatus · Hipposideros wollastoni